# 吹田隆道
吹田 隆道（ふきた たかみち、FUKITA Takamichi、1955年1月18日 - ）は、日本の仏教学者、浄土宗の僧侶。
京都府生まれ。1979年に大正大学文学研究科修士課程（梵文学専攻）修了。1985年に佛教大学大学院文学研究科博士課程（仏教学専攻）満期退学。浄土宗招善寺住職。佛教大学大学院非常勤講師。

## 著書

### 単著
- The Mahāvadānasūtra, A New Edition Based on Manuscripts Discovered in Northern Turkestan, Göttingen 2003[3]
- 『ブッダとは誰か』春秋社 2013年2月[4]
- 『実習サンスクリット文法』春秋社 2015年9月[5]

### 共著
- A Survey of the Sanskrit Fragments Corresponding to the Chinese Madhyamāgama, The Sankibo press（山喜房仏書林）, Tokyo 2011 （Jin-il Chungと共著）[6]
- 『開祖ブッダをどう説くか』四季社 2012年1月[7]

### 編著
- 『梶山雄一著作集』春秋社 2012-2013年[8]

### 電子テキスト制作
- Mahāvadānasūtra
- Triṃśikāvijñaptikārikā & Bhāṣya
- Viṃśatikā Vijñaptimātratāsiddhi

## 学術論文

### 単著
- 「梵本「大本経」縁起説の復元について」 『佛教史学研究』24(2), 1982年
- 「梵文「大本経」の復元に関する若干の問題」,『印度學佛教學研究』 33巻 2号 1985年 p.547-548, doi:10.4259/ibk.33.547
- Takamichi Fukita「On and around Hybrid Sanskrit in the Mahavadanasutra and the Sanghabhedavastu」『印度學佛教學研究』第35巻第1号、日本印度学仏教学会、1986年、490-488頁、doi:10.4259/ibk.35.490。
- 「梵本「大本経」写本Cat.-No.498（＝MAV82,83）に関する中間報告」『佛教大学仏教文化研究所所報』4, 1987年[9]
- 「東トルキスタン有部の読誦経典 ―Nagaropamavyākaraṇa（＝Nagarasūtra）と魔除け―」『三康文化研究所年報』20, 1988年[10]
- 「「大本経類」に見る過去仏思想と二つ展開」『佛教大学仏教文化研究所所報』8, 1990年
- Sanskrit Fragments of a Karmavibhaṅga Corresponding to the Canonical Tibetan and Chinese Translations, The Bukkyo Bunka Kenkyuusho Nenpo (Annual of Buddhist Studies), vol. 7/8, 1990.[11]
- 「『十誦律』に見る「大経」と方広経典 -パリヤーヤ態を中心に-」『印度學佛教學研究』 40巻 2号 1991-1992年 p.960-956, 日本印度学仏教学会, doi:10.4259/ibk.40.960
- 「「大本経」に見る仏陀の共通化と法レベル化」『原始仏教と大乗仏教：渡辺文麿博士追悼記念論集』通号1, 1993年[12]
- 吹田隆道「ガンダーラ語と初期漢訳 ： 以前の仮説の再考察」『佛教大学仏教学会紀要』第6巻、1998年、33-47頁、ISSN 09195718。
- 「それゆえ今、アーナンダよ」『仏教学浄土学研究：香川孝雄博士古稀記念論集』, 2001年[13]
- 「降魔成道と降魔 ―婆沙論が説く｢降魔成道｣の口伝をめぐって―」『仏教文化の基調と展開：石上善応教授古稀記念論文集』通号1, 2001年[14]
- 「二人のシャーキャムニ仏」『インド文化と仏教思想の基調と展開：佐藤良純教授古稀記念論文集』通号1, 2003年[15]
- 「大智度論に見る三十二相をめぐって」『浄土学仏教学論叢：高橋弘次先生古稀記念論集』通号2, 2004年[16]
- 吹田隆道「『象跡喩大経』に見る自然環境 （仏教と自然）」『佛教大学総合研究所紀要』第2005巻第2号、佛教大学総合研究所、2005年3月、71-81頁、ISSN 1340-5942、NAID 110007974272。
- 吹田隆道「二尊のあわれみ--浄土経典に見る釈迦牟尼讃歎の文学構造」『仏教文化研究』第50号、淨土宗教學院、2006年、1-17頁、ISSN 02871157、NAID 40007321061。
- 「『マハー・アヴァダーナ経』から見るアヴァダーナ再考」『佛法僧論集：福原隆善先生古希記念論集』通号1, 2013年[17]

### 共著
- 吹田隆道, ダニエル ブシェー「教主としての『城喩経』 : 厄除け機能の考察と付加物語の翻訳」『佛教大学総合研究所紀要』第2巻、佛教大学、1995年3月、107-129頁、ISSN 13405942、NAID 110007974645。
- 辛嶋静志, 吹田隆道, 工藤順之「MadakarmavibbangaとKarmavibbangasutra(1)ネパール国立古文書館所蔵のサンスクリット写本」『創価大学国際仏教学高等研究所年報』第2号、創価大学・国際仏教学高等研究所、1998年、93-128頁、ISSN 1343-8980、NAID 40005200713。
- 「『般若心経』は中国偽経か？」『三康文化研究所年報』37, 2006年（原著：ジャン・ナティエ、共訳：工藤順之）[18]